# Vláčení
Vláčení je zemědělská operace, používaná při zpracování půdy. Jejím hlavním cílem je mělké prokypření povrchové vrstvy ornice (provzdušnění, pohyb vláhy) a rozbití hrud. Provádí se bránami. Nejčastěji se vláčí při tzv. přípravě na setí po „střední (seťové) orbě“. Cílem je právě urovnání povrchu a rozbití hrud. Dalším cílem může být vyvláčení plevelů a u obilí při vegetační době se mohou také použít na tak zvané prosvětlování, přičemž vláčíme na ostro směr pohybu kolmo nebo šikmo. Vláčet se ovšem může i strniště – pokud se neprovádí podmítka, nebo louka. Vláčí se i takzvaně „na tupo“, kdy je cílem zavláčet právě zaseté obilí a tím jej ochránit. V těchto případech má vláčení přispět k úpravě fyzikálních vlastností povrchové části půdy.
Brány a jejich použití: kypření a urovnání povrchu, drcení hrud, zapravení osiva a průmyslových hnojiv do půdy, ničení plevelu a půdního škraloupu.

## Druhy bran
- hřebové
- radličkové
- prutové
- kruhové
- talířové
- hvězdicové
- nožové
- rotační
- vibrační

U bran je první řada hřebů vždy špičkou dozadu (natupo)

## Rozlišení podle hmotnosti
- Lehké (12–16 kg)
- Střední (16–30 kg)
- Těžké (nad 30 kg)

Každý hřeb vytváří samostatnou brázdu (nikdy nejdou 2 hřeby za sebou)